# Brève des palétuviers
Pitta megarhyncha
Espèce
Statut de conservation UICN

 NT  : Quasi menacé
La Brève des palétuviers (Pitta megarhyncha) est une espèce de passereau appartenant à la famille des Pittidae. Elle est originaire d'Asie du sud-est.

## Taxonomie

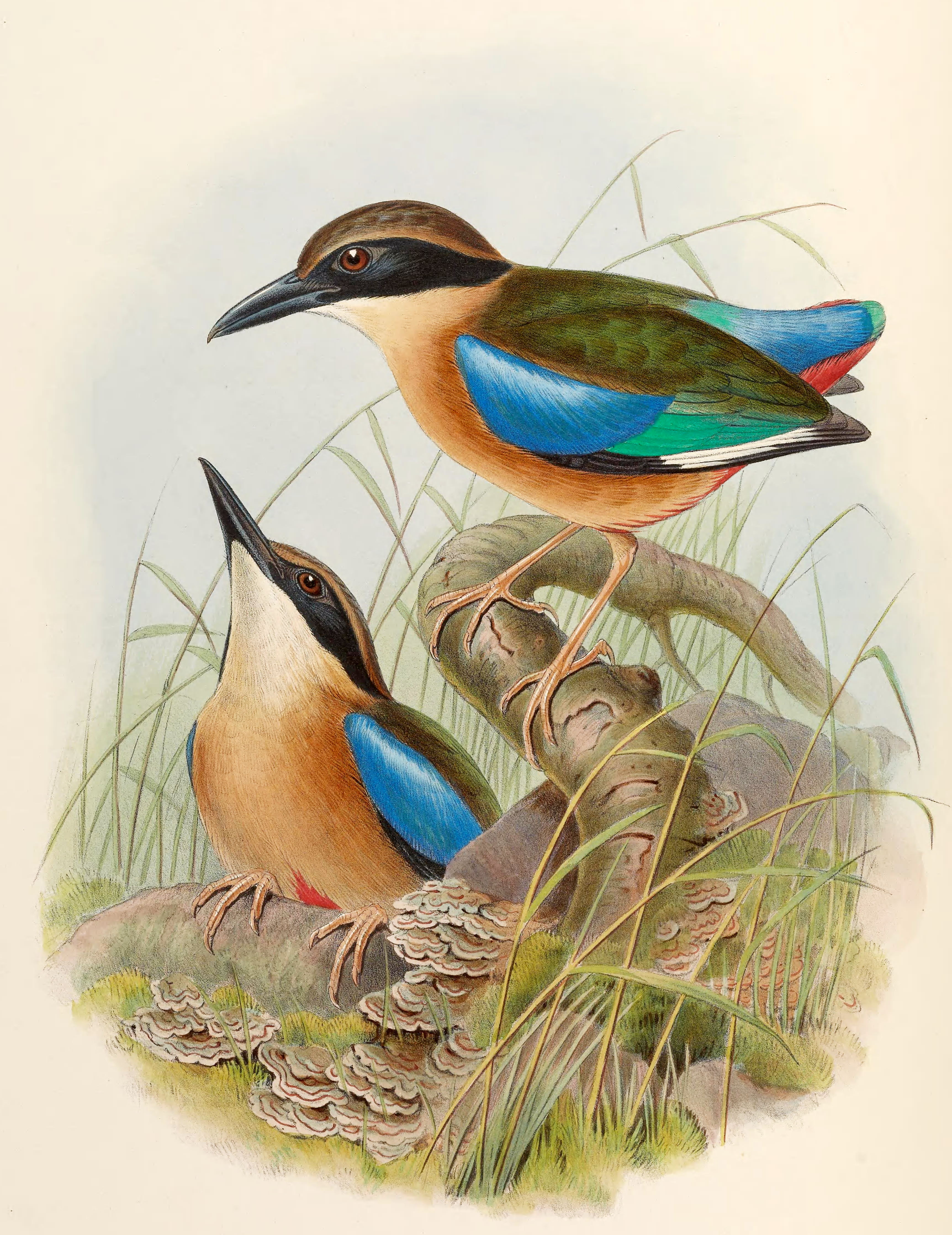

Elle a été décrite pour la première fois par l'ornithologue allemand Hermann Schlegel en 1863. Son nom dérivé des mots grecs ancien méga :« grand » et rhynchos « bec ». Elle fait partie d'une superespèce avec la Brève du Bengale (P. brachyura), la Brève migratrice (P. nympha) et la Brève à ailes bleues (P. moluccensis). Il n'y a pas de sous-espèce reconnue.

## Description

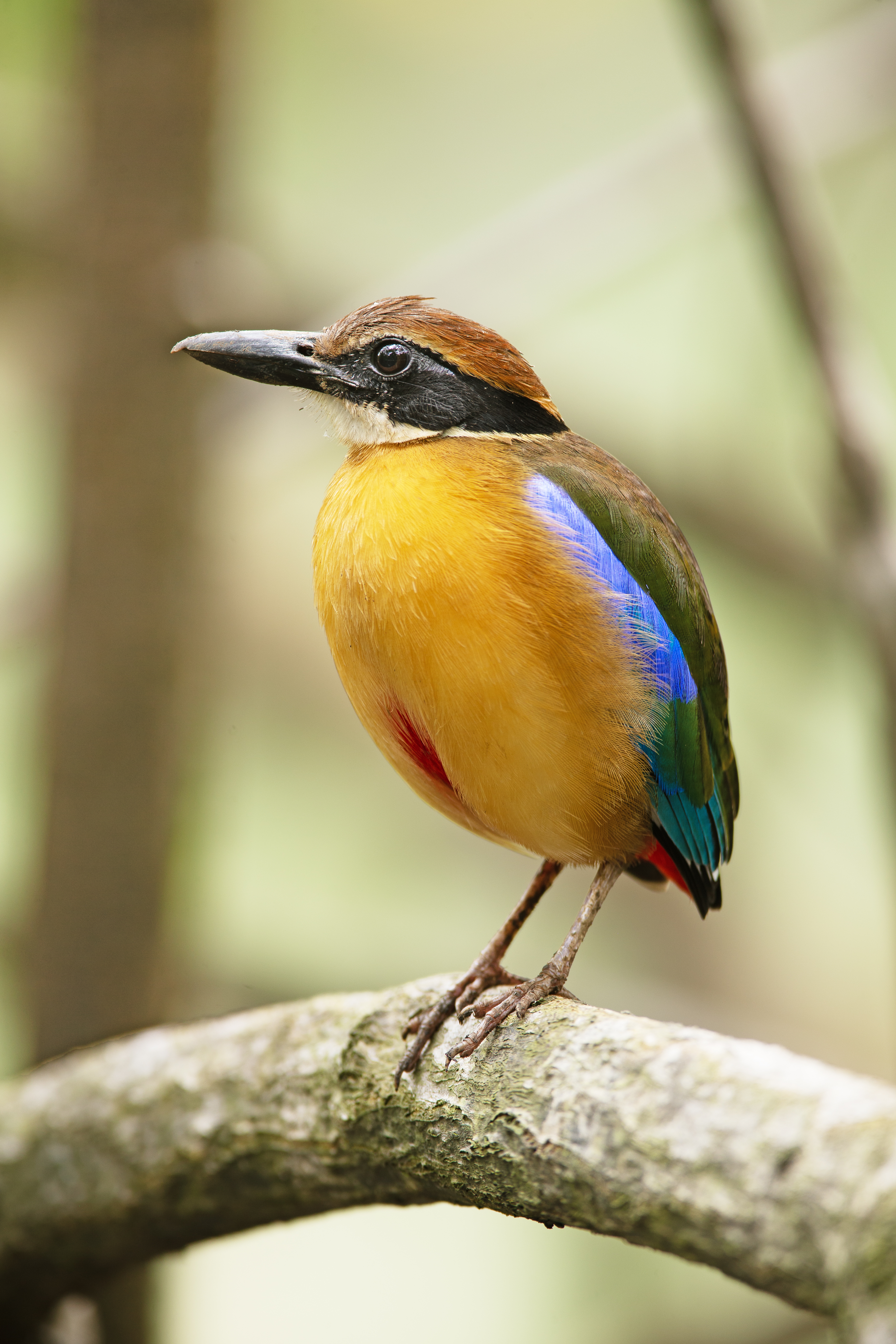
Une brève des palétuviers à Singapour. Janvier 2019.

Elle mesure de 18 à 21 cm de longueur et a une tête noire avec une couronne chamois, le menton blanc et le dessous chamois. Les épaules et le manteau sont verdâtres et l'évent est rougeâtre. Les juvéniles ont un plumage similaire mais sont plus ternes. Elle ressemble à la Brève à ailes bleues mais s'en distingue par son bec beaucoup plus gros. Son appel, transcrit comme wieuw-wieuw a été noté pour être « plus empâté » que celui de la Brève à ailes bleues [5].

## Distribution
Elle est originaire de l'Asie du sud-est: Bangladesh, Birmanie, Inde, Indonésie, Malaisie, Singapour et Thaïlande (surtout la côte ouest de la péninsule sud de la Thaïlande) [1] [2] [6].

## Habitat
Son habitat naturel est spécialisé et se réduit aux forêts de mangroves subtropicales ou tropicales et aux zones de palmiers du genre Nypa. [7] Elle est menacée par la perte de son habitat.

## Alimentation
Son régime alimentaire se compose de crustacés, de mollusques et insectes terrestres. [1] [2] [7]

## Comportement
Alors que toutes les Brèves sont connues pour être difficiles à étudier et apercevoir à l'état sauvage, la Brève des palétuviers est l'une des plus faciles à repérer car elle se tient très haut dans les arbres de la mangrove et appelle. [6] Un enregistrement de son appel peut souvent aider à la faire venir [8]. Elle tend à chanter en couvant mais estsilencieuse le reste du temps [7].